# Psychotria heterochroa
Psychotria heterochroa är en måreväxtart som beskrevs av Ignatz Urban. Psychotria heterochroa ingår i släktet Psychotria och familjen måreväxter. Inga underarter finns listade i Catalogue of Life.